# L'asso degli assi
L'asso degli assi (L'As des as) è un film del 1982 diretto da Gérard Oury.
Il film fu campione di incassi in Francia, totalizzando oltre cinque milioni di spettatori nella stagione 1982-1983.

## Trama
Jo e Gunther, due intrepidi aviatori che durante la Prima Guerra Mondiale si inseguivano sopra le trincee di confine tra Francia e Germania, sono adesso diventati il primo una stella del pugilato francese. Il secondo un ufficiale del Reich. I due si incontrano nuovamente sulla strada delle Olimpiadi di Berlino del 1936, quando il piccolo Simon, di famiglia ebrea, esprime la sua ammirazione per il pugile chiedendogli un autografo. Grazie all'amicizia con Gunther, lo spaccone Jo riesce a portare tutta la famiglia al confine tra Austria  e Svizzera.  Ma un imprevisto rischia di mandare tutto a monte...